# Microcastle
Microcastle é o terceiro álbum de estúdio do grupo Deerhunter, lançado em 28 de outubro de 2008 pelo selo Kranky Records.

## Faixas
Todas as músicas de Bradford Cox, exceto as anotadas.
1. "Cover Me (Slowly)" (Cox, Lockett Pundt) - 1:21
2. "Agoraphobia" (Pundt) - 3:22
3. "Never Stops" - 3:04
4. "Little Kids" (Cox, Pundt) - 4:22
5. "Microcastle" - 3:40
6. "Calvary Scars" - 1:37
7. "Green Jacket" - 2:09
8. "Activa" - 1:49
9. "Nothing Ever Happened" (Josh Fauver, Moses Archuleta) - 5:50
10. "Saved by Old Times" - 3:50
11. "Neither of Us, Uncertainly" (Pundt) - 5:25
12. "Twilight at Carbon Lake" - 4:24

## Créditos
- Cole Alexander: Colagem de som.
- David Barbe: Percussão, Engenharia de som, Wurlitzer, Edição de gravação, Guitarra.
- Bradford Cox: Engenharia de som, Design, Layout.
- Joe Lambert: Masterização.
- Lockett Pundt: Engenharia de som
- Alex Rose: Imagens.
- Drew Vandenberg: Guitarra Acústica, Percussão, Piano.
- Nicolas Vernhes: Teclado, Engenharia de som, Mixagem.